# Geosternbergia
Geosternbergia – rodzaj pterozaura z kladu Pterodactyloidea i rodziny Pteranodontidae żyjącego w późnej kredzie (od późnego koniaku do kampanu) na terenach dzisiejszej Ameryki Północnej. Gatunkiem typowym jest G. sternbergi, którego holotyp (niekompletną czaszkę i część szczęki, oznaczone FHSM VP 339) odkryto w amerykańskim stanie Kansas; jego skamieniałości znaleziono w osadach formacji Niobrara z późnego koniaku i wczesnego santonu. Gatunek ten opisał w 1966 r. John C. Harksen, zaliczając go do rodzaju Pteranodon. Halsey W. Miller (1972), nadal zaliczając ten gatunek do rodzaju Pteranodon, zaliczył go równocześnie do osobnego podrodzaju Sternbergia. Okazało się jednak, że tę nazwę otrzymał już wcześniej jeden z rodzajów ryb, dlatego w 1978 r. Miller zaproponował dla podrodzaju pterozaura nową nazwę Geosternbergia. Kellner (2010) uznał, że P. sternbergi na tyle różni się budową czaszki od gatunku typowego rodzaju Pteranodon, P. longiceps, że uzasadnione jest podniesienie podrodzaju Geosternbergia do rangi odrębnego rodzaju. Geosternbergia i Pteranodon różnią się m.in. budową kostnego grzebienia na głowie, który u G. sternbergi był większy niż u P. longiceps, potrajał wysokość czaszki, był skierowany ku górze i z profilu przypominał kształtem cebulę. Harksen (1966), porównując wymiary holotypów P. longiceps i G. sternbergi, oszacował rozpiętość skrzydeł tego ostatniego na ponad 30 stóp, tj. ponad 9 metrów; oznacza to, że Geosternbergia sternbergi jest jednym z największych znanych pterozaurów.
Kellner (2010) opisał drugi gatunek należący do rodzaju Geosternbergia, G. maiseyi, którego holotypem uczynił tylną część czaszki oznaczoną KUVP 27821, odkrytą w datowanych na kampan osadach formacji Sharon Springs na terenie Dakoty Południowej. Pierwotnie uznano, że czaszka ta należała do pterozaura z gatunku Pteranodon longiceps; Kellner stwierdził jednak, że budową w większym stopniu przypomina ona czaszkę G. sternbergi. Grzebień kostny u G. maiseyi był skierowany ku górze jak u G. sternbergi; był jednak zarazem proporcjonalnie niższy niż u G. sternbergi, jedynie podwajając wysokość czaszki.